# Cebiv

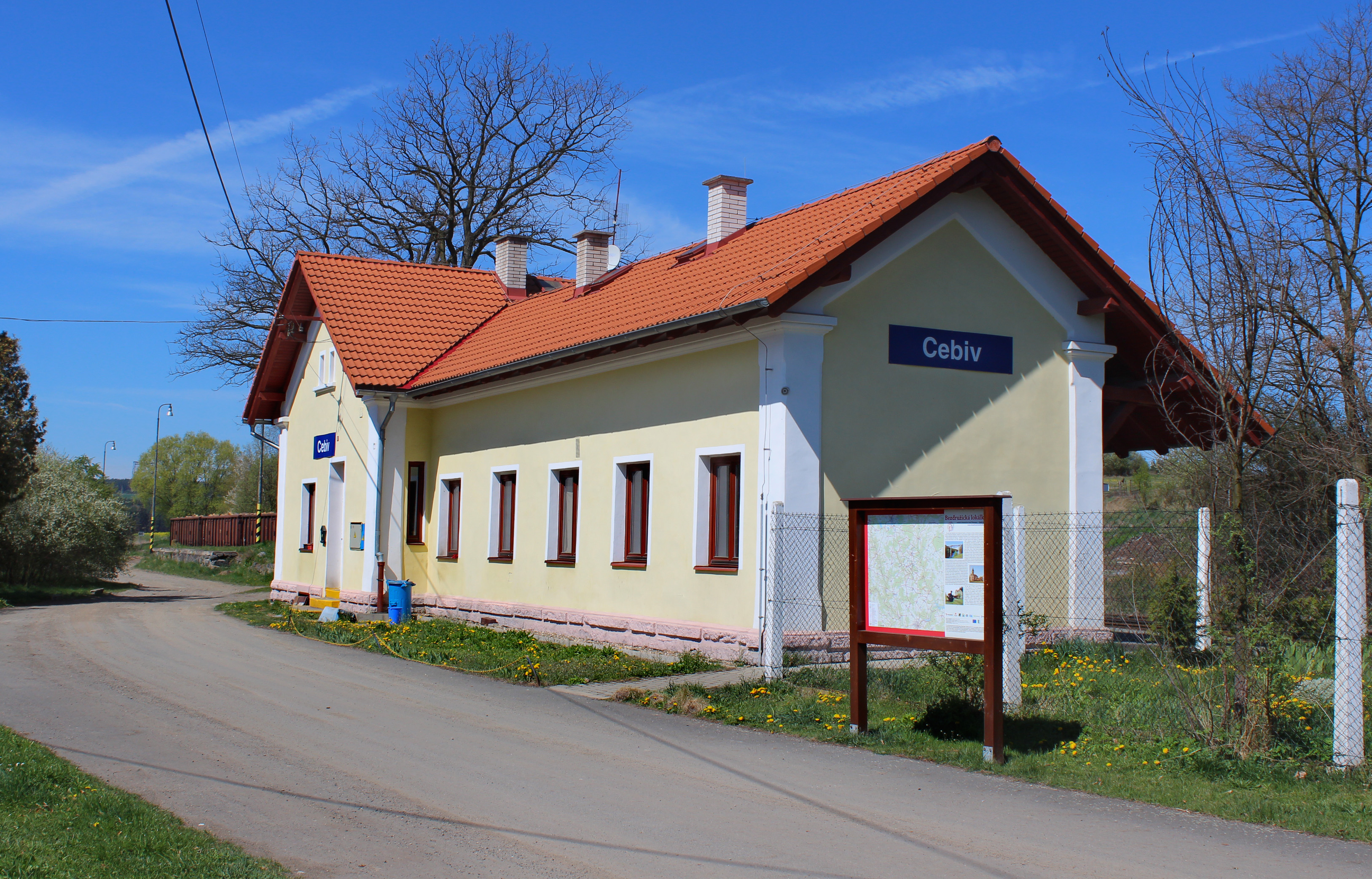
Bahnhof in Cebiv

Cebiv (deutsch Zebau) ist eine Gemeinde mit 270 Einwohnern (Stand: 1. Januar 2023)  in Tschechien. Sie liegt neun Kilometer nördlich von Stříbro in einer Höhe von 471 m ü. M. im Tal des Kozolupský potok und gehört dem Okres Tachov an.

## Geschichte
Die erste Erwähnung des Ortes aus dem Jahre 1115 wird für eine Fälschung des Klosters Kladrau gehalten, da er sowohl räumlich von der Klosterherrschaft getrennt liegt und die Entwicklung des Ortes in keiner Beziehung zum Kloster steht. Ein Schriftstück aus dem Jahre 1379 nennt Hrděboj als Besitzer von Cebiv.
1543 bestand eine Feste, die Jan Drzdéř von Hrádek von Jiřík von Zádub erwarb. 1603 verkauften die Drzdéř Cebiv an Jindřich Strojetický von Strojetice, deren Besitz 1646 an die mit ihnen verschwägerten Grafen von Vrtba gelangte, die die Herrschaften Zebau und Křimice vereinigten. 1657 brannte die Feste nieder. 1712 erwarb Maximilian Karl Albert zu Löwenstein-Wertheim-Rochefort Zebau. An der Stelle des gotischen Gemäuers entstand das Renaissanceschloss Cebiv, ein quadratisches Bauwerk mit 21 m Seitenlänge, dessen äußere Gestalt seit einem 1766 erfolgten Umbau im Westflügel nicht mehr verändert worden ist.
Zebau wurde Teil der Herrschaft Weseritz, der er bis zur Aufhebung der Patrimonialherrschaften angehörte. Gepfarrt war der Ort nach Gosolup. 1901 erhielt der Ort durch die Lokalbahn Neuhof–Weseritz einen Eisenbahnanschluss. 1939 lebten in Zebau 413 Menschen.
1945 wurden die Fürsten Löwenstein-Wertheim-Rochefort enteignet und das Schloss verfiel seitdem. 1993 wurde entschieden, das Schloss zu erhalten, jedoch wurde kein genauer Zeitpunkt genannt. Nach wie vor ist es ungesichert und durch die zerschlagenen Fenster gegen die Einflüsse von Wind und Wetter ungeschützt.

## Kultur und Sehenswürdigkeiten
Außer dem Schloss befinden sich im Dorf noch zwei barocke Statuen des hl. Johannes Nepomuk und der Jungfrau Maria.
Über dem Tal der Hadovka, zwei Kilometer nordöstlich von Bezemín, erhebt sich die Ruine der Burg Gutštejn (Guttenstein).

## Gemeindegliederung
Die Gemeinde Cebiv besteht aus den Ortsteilen Bezemín (Wesamin) und Cebiv (Zebau), die zugleich auch Katastralbezirke bilden.

## Söhne und Töchter der Gemeinde
- Anton Baumgartl (1906–1992), deutscher Jurist, SS-Sturmbannführer und SS-Richter
- Karlheinz Heinzmann (1941–2018), deutscher Unternehmer und Firmengründer